# 維什涅韋 (傑米季夫卡區)
50°27′11″N 25°21′37″E / 50.45306°N 25.36028°E
維什涅韋（烏克蘭語：Вишневе），是烏克蘭西北部的村莊，隸屬里夫內州的杜布諾區。該村始建於1621年，面積8.32平方公里，海拔高度211米，2015年人口301，人口密度每平方公里41.2人。